# Akunnaaq
Akunnaaq (Akúnâĸ avant 1973) est un village groenlandais situé dans la municipalité de Qeqertalik près d'Aasiaat à l'ouest du Groenland. La population était de 102 habitants en 2009.